# 耶律朱哥
耶律朱哥，蒙古帝国将领，契丹族，太傅耶律秃花的儿子。
耶律朱哥早年跟随父亲耶律秃花事奉成吉思汗。耶律秃花南伐金朝，在军中去世，耶律朱哥袭任父爵，拜太傅。跟随都元帅塔察儿攻打金国，一起攻破金朝最后的国都蔡州（今河南省汝南县）。1234年，金朝灭亡，窝阔台汗命他统率刘黑马等七万户。次年，与都元帅塔海绀卜辅佐皇子阔端攻打南宋的四川，在军中去世。其弟耶律买住。

## 子孙
- 子：耶律宝童，袭位，因病不任事，其叔买住袭位，以耶律宝童充随路新军总管。
  - 孙：耶律忙古带
    - 曾孙：耶律火你赤，袭万户。